# Río Apaporis
El río Apaporis es un largo río amazónico de Colombia, afluente del río Caquetá (Japurá en Brasil), que discurre por los departamentos de Guaviare, Caquetá, Vaupés y Amazonas. En su último tramo, de 50 km, forma la frontera natural con el estado brasileño de Amazonas. Tiene una longitud de 960 km, aunque si se consideran los 410 km del río Tunia alcanza los 1370 km.

## Geografía
La fuente más lejana del río Apaporis, el río Tunia (o Macayá), nace cerca de la localidad de San Vicente del Caguán, en el departamento de Caquetá con el nombre de río Ajajú, y discurre en dirección sureste, al igual que la mayoría de los ríos que fluyen a través de esta región distante y muy húmeda de la Amazonía. En seguida el Tunia se adentra en el departamento de Meta, que cruza por el sur, y tras atravesar la localidad de La Tunia entra luego en el departamento de Guaviare. Forma después el Tunia el límite norte del Parque nacional natural Sierra de Chiribiquete que se extiende por el sur hasta el río Jari. Siendo aún límite del parque, en el punto en que confluye con el río Ajajú (con una longitud de 260 km y una cuenca de 7.800 km²), en la vereda Dos Ríos, nace nominalmente como tal el Apaporis, que a partir de ese punto pasa a ser también frontera interdepartamental entre Guaviare y Caquetá. Tras dejar atrás el parque el río sigue como límite departamental en la misma dirección sureste, en una región muy llana, con muchos meandros hasta llegar al punto trifinio entre Guaviare, Caquetá y Vaupés. Continúa aguas abajo como frontera natural, primero como límite entre los departamentos de Vaupés y Caquetá y después entre Vaupés y Amazonas. En este tramo baña Ocaso, pasa cerca de Buenos Aires de Lérida (lugar que lo recibe por la iviera izquierda, llegando del norte, al río Cananarí, de 200 km) y de Pata (donde recibe, también por el norte, el río Pira Paraná, de 250 km y con una cuenca de 5.900 km²).
En el tramo final, tras describir un gran meandro y recibir por el norte al río Taraira (de 160 km), forma en un tramo de unos 50 km la frontera internacional entre Brasil y Colombia antes de desaguar por la izquierda en el río Caquetá, en la pequeña localidad brasileña de Vila Bittencourt (también llamada Japurá), en el lugar en el que el río Caquetá pasa a llamarse, ya en Brasil, Japurá. El río es la principal vía de comunicación en el área comprendida entre la desembocadura del río Cananarí hasta su confluencia con el río Caquetá. Aguas arriba tiene numerosas cachiveras o cataratas (la más importante el Jirijirimo) que lo han mantenido históricamente a salvo de misioneros, caucheros, comerciantes y expedicionarios, conservando por ello sus selvas casi intactas. La región es un gran puente entre las selvas del río Caquetá y las del río Negro, de ahí su importancia ambiental y cultural. 
Al igual que muchos ríos de la cuenca del Amazonas que nacen en áreas poco accidentadas, su curso es muy sinuoso, y lleva «aguas negras» (del color del té), que contrastan enormemente en la confluencia con las del río Japurá, mucho más claras y limosas. Después de confliur ambas aguas fluyen lado a lado durante decenas de kilómetros antes de mezclarse completamente. El río Apaporis es el mayor y más abundante de los afluentes del río Japurá, al que aporta cerca de un tercio de su caudal.
El territorio de este río está habitado, en su mayoría, por indígenas de los grupos étnicos macuna, tanimuca, letuama, cabiyari, yuhup y yauna y por su aislamiento en sus orillas hay algunas de las comunidades indígenas menos afectadas por la civilización occidental de todo Colombia.

## Toponimia
«Algún sabio indígena nos pudo haber dicho que quiere decir río que canta, o río escondido, o río que salta y se menea, o protector de la selva, o árbol caído y quebrado sobre el lomo del mundo, o anaconda encantada» (Molano, Ramírez: 9).